# 手煞車

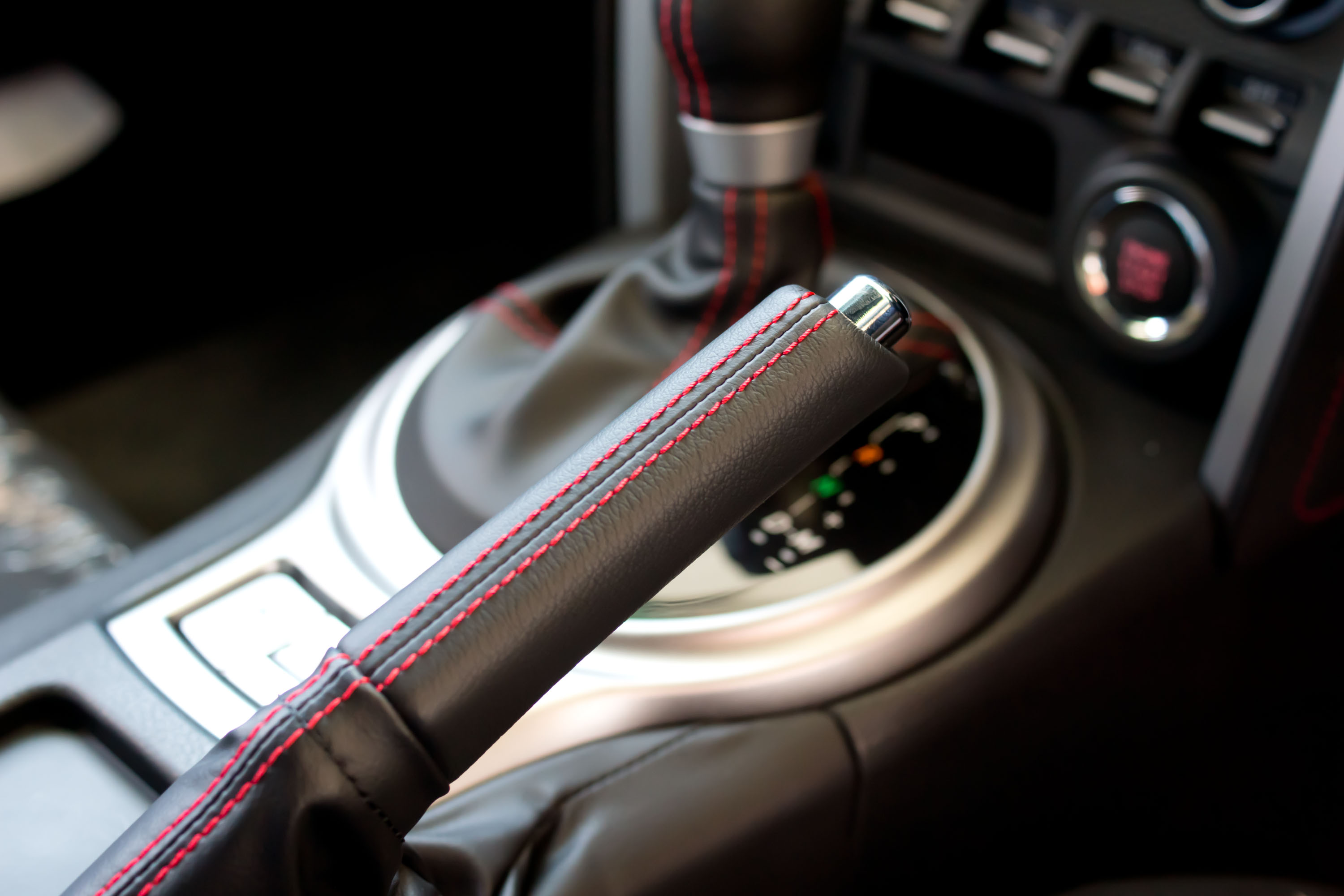
豐田86的手煞車

手煞車，是在车辆停放时一种用于保持车辆安全不动的装置，通常是握把，為防止手煞車被誤觸，手剎車上設有釋放鈕，即按下釋放鈕，才能啟用或放下手煞車。手煞車的正確名稱是停車煞車，因為有些車款使用的是腳踏板、拉桿或電子操作。
在使用自动变速器的车辆中，手煞車也可以用于紧急停车。例如，当脚制动器因故障而完全失效时，駕駛人會使用手煞車。
傳統的手煞車通常是機械連動，而隨著電傳操作在汽車日趨普遍，电子驻车制动系统於部份車款取代手煞車拉桿。